# Chamartín (metropolitana di Madrid)
Chamartín è una stazione delle linee 1 e 10 della metropolitana di Madrid.

## Storia
La stazione è stata inaugurata il 10 giugno 1982 come parte dell'antica linea 8, oggi linea 10. Tra il 2004 e il 2006 si eseguirono importanti lavori di ristrutturazione che culminarono, il 30 marzo 2007, con l'apertura dei binari della linea 1.
Nel 2018 su uno dei binari non utilizzati è stata allestita una mostra permanente per la celebrazione del centenario della metropolitana di Madrid, nel quale viene ricreato uno dei primi vagoni che erano in circolazione sulla linea 1.

## Strutture e impianti
Le due linee metropolitane che si incrociano a Chamartín sono perpendicolari tra loro e al lato di ognuna si trovano altri due binari per una possibile terza linea che passi, in futuro, per Chamartín. A medio-lungo termine si pensa ai futuri ampliamenti della linea 11 oppure a una separazione tra linea 10 e Metro Norte.

## Interscambi
La fermata costituisce un importante interscambio con la stazione di Madrid Chamartín, il terzo scalo ferroviario per importanza della città di Madrid, dopo Madrid Atocha e Nuevos Ministerios.
Nelle vicinanze della stazione effettuano fermata alcune linee urbane automobilistiche, gestite da EMT Madrid.
- Stazione ferroviaria Madrid Chamartín
- Fermata autobus
- Stazione taxi

## Servizi
La stazione dispone di:
- Ascensore
- Parcheggio
- Ufficio informazioni